# La Push
La Push is een kleine unincorporated community in het westen van de Amerikaanse staat Washington. La Push valt bestuurlijk onder Clallam County en is de thuisbasis van de Quileute-indianen. La Push ligt aan de monding van de Quillayute-rivier in de Stille Oceaankust nabij Olympic National Park en staat bekend om zijn natuurschoon. Ten noorden van La Push ligt Rialto Beach en voor de kust ligt James Island. La Push heeft zelf ook een strand, een wit zandstrand genaamd First Beach. Veel toeristen komen naar La Push om er walvissen te zien.
De plaats komt voor in de Twilight-boeken van schrijfster Stephenie Meyer. Het merendeel van de boeken speelt zich af in het nabijgelegen Forks. In de boeken is Bella Swans vriend Jacob Black een Quileute-indiaan die in La Push woont.

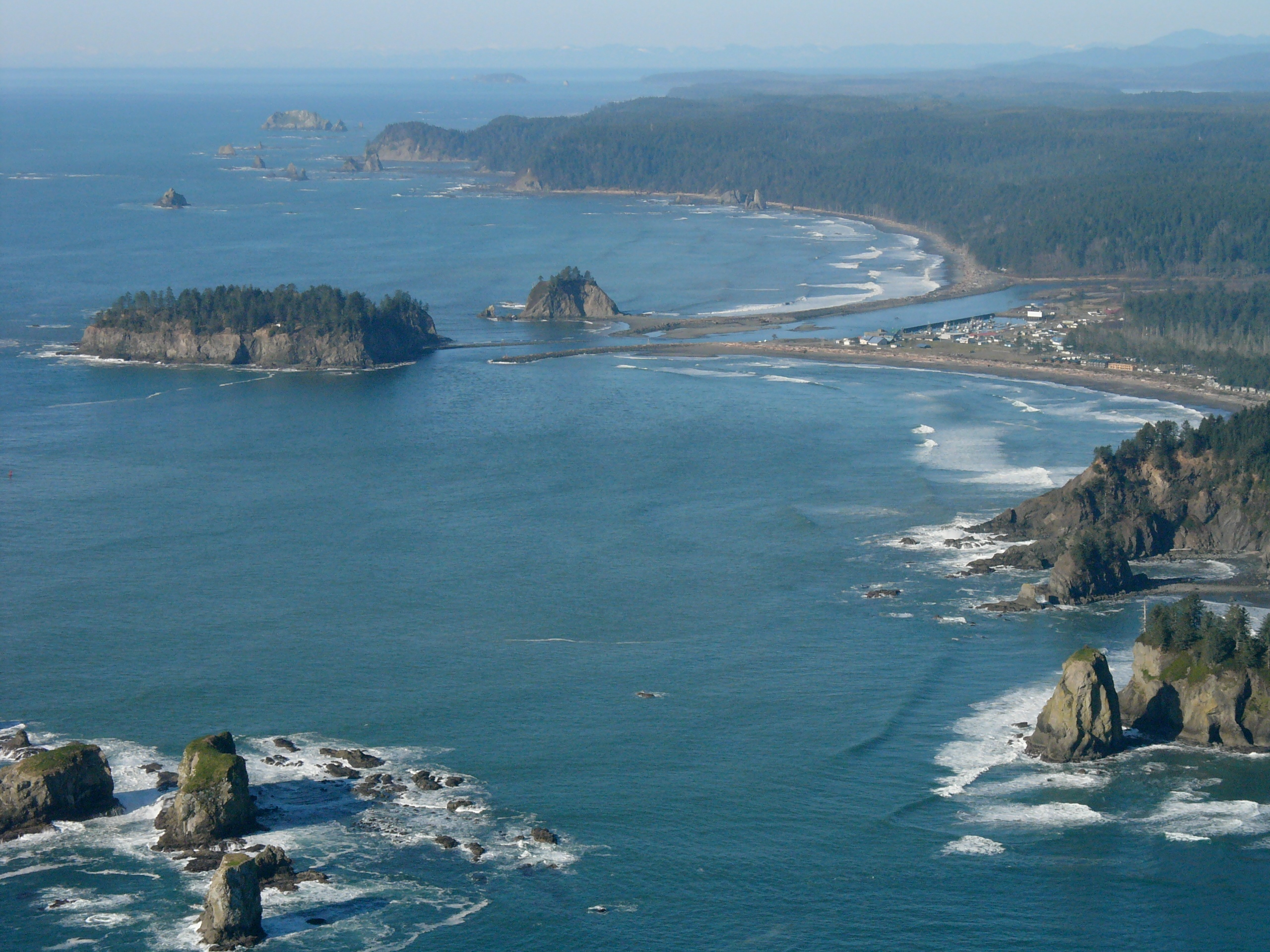
Zicht op James Island (midden links) en La Push (midden rechts) vanuit het zuiden. Ten noorden van La Push is de monding van de Quillayute-rivier en ten noorden daarvan ligt Rialto Beach.